# Popcorn (låt)
"Pop Corn" är en instrumental syntlåt, ursprungligen framförd på en moog-synth av Gershon Kingsley 1969 på albumet "Music To Moog By". Den är en av erans mest kända instrumentallåtar och också en tidig elektronisk hitlåt.
Hundratals remixer har gjorts av denna låt. Hot Butter (Stan Free) hade en stor hit med denna i Sverige 1972. Även andra artister spelade in låten samma år; i vissa länder som Spanien gick versionen med Mister K. bättre än Hot Butters.

## Listplaceringar, Hot Butter
| Lista (1972)   | Position         |
| -------------- | ---------------- |
| Australien     | 1 (Go Set)       |
| Belgien        | 1                |
| Danmark        | 2                |
| Finland        | 1                |
| Frankrike      | 1                |
| Irland         | 8                |
| Kanada         | 15 (RPM)         |
| Nederländerna  | 12               |
| Norge          | 1 (VG-lista)     |
| Nya Zeeland    | 3 (NZ Listner)   |
| Schweiz        | 1                |
| Spanien        | 13               |
| Storbritannien | 5                |
| Sverige        | 1 (Kvällstoppen) |
| Sverige        | 1 (Tio i topp)   |
| USA            | 9                |
| Västtyskland   | 1                |
| Österrike      | 10               |